# Tetraommatus rossi
Tetraommatus rossi är en skalbaggsart som beskrevs av J. Linsley Gressitt 1951. Tetraommatus rossi ingår i släktet Tetraommatus och familjen långhorningar. Inga underarter finns listade i Catalogue of Life.